# Hong Una
Hong Una, nyugaton Hong Eun Ah (1980. január 9. –) koreai női nemzetközi labdarúgó-játékvezető. A Loughborough Universityn sportpolitikusként doktorált.

## Pályafutása
Játékvezetésből 2000-ben vizsgázott. Lakókörzetének labdarúgó bajnokságokban kezdte sportszolgálatát. A KFA Játékvezető Bizottságának (JB) minősítésével 2002-től a K-League játékvezetője. A nemzeti női labdarúgó bajnokságban kiemelkedően foglalkoztatott bíró. Küldési gyakorlat szerint rendszeres  4. bírói szolgálatot is végzett.
A Dél-koreai labdarúgó-szövetség JB  terjesztette fel nemzetközi játékvezetőnek, a Nemzetközi Labdarúgó-szövetség (FIFA) 2003-tól tartja nyilván női bírói keretében. A FIFA JB központi nyelvei közül az angolt beszéli. Több nemzetek közötti válogatott (Női labdarúgó-világbajnokság, Női labdarúgó-Ázsia-bajnokság, Olimpiai játékok), valamint klubmérkőzést vezetett, vagy működő társának 4. bíróként segített. Vezetett kupadöntők száma: 1.
A 2004-es U19-es női labdarúgó-világbajnokságon, a 2006-os U20-as női labdarúgó-világbajnokságon és a 2010-es U20-as női labdarúgó-világbajnokságon a FIFA JB bíróként alkalmazta.
| Időpont             | Helyszín                             | Mérkőzés típusa              | Mérkőzés                       | Eredmény | Nézők száma |
| ------------------- | ------------------------------------ | ---------------------------- | ------------------------------ | -------- | ----------- |
| 2004. november 10.  | 700th Anniversary Stadion, Csiangmaj | csoportmérkőzés (B. csoport) | Olaszország–Brazília           | 1 – 2    | 6000        |
| 2006. augusztus 20. | Petrovszkij Stadion, Szentpétervár   | csoportmérkőzés (A. csoport) | Oroszország–Új-Zéland          | 1 – 1    | 3 400       |
| 2006. augusztus 24. | Dinamo Stadion, Moszkva              | csoportmérkőzés (D. csoport) | Egyesült Államok–Franciaország | 1 – 0    | 300         |
| 2010. július 13.    | Ruhrstadion, Bochum                  | csoportmérkőzés (A. csoport) | Németország–Costa Rica         | 4 – 2    | 23 995      |
| 2010. július 16.    | Bielefelder Alm, Bielefeld           | csoportmérkőzés (B. csoport) | Brazília–Svédország            | 1 – 1    | 6 630       |
| 2010. július 21.    | Ruhrstadion, Bochum                  | csoportmérkőzés (D. csoport) | Ghána–Svájc                    | 2 – 0    | 2 450       |
| 2010. július 24.    | Bielefelder Alm, Bielefeld           | egyik negyeddöntő            | Svédország–Kolumbia            | 0 – 2    | 4 735       |

A 2006-os női Ázsia-kupa, a 2008-as női Ázsia-kupa és a 2010-es női Ázsia-kupa labdarúgó tornán az AFC JB bíróként foglalkoztatta. 
| Időpont          | Helyszín                             | Mérkőzés típusa              | Mérkőzés                                                             | Eredmény | Nézők száma |
| ---------------- | ------------------------------------ | ---------------------------- | -------------------------------------------------------------------- | -------- | ----------- |
| 2006. július 21. | Városi Stadion, Hindmarsh            | csoportmérkőzés (A. csoport) | Vietnam–Kína                                                         | 0 – 2    | 600         |
| 2006. július 24. | Marden Sports Complex, Marden        | csoportmérkőzés (B. csoport) | Thaiföld–Ausztrália                                                  | 0 – 5    | 400         |
| 2008. május 28.  | Thống Nhất Stadium, Ho Si Minh-város | csoportmérkőzés (A. csoport) | Kínai női labdarúgó-válogatott–Vietnami női labdarúgó-válogatott     | 1 – 0    | 5500        |
| 2008. május 30.  | Thống Nhất Stadium, Ho Si Minh-város | csoportmérkőzés (A. csoport) | Vietnami női labdarúgó-válogatott–Észak-Korea                        | 0 – 3    | 1700        |
| 2008. június 8.  | Jassim Bin Hamad Stadion, Doha       | bronzmérkőzés                | Ausztrália–Japán                                                     | 0 – 3    | 38 000      |
| 2010. május 20.  | Chengdu Sports Centre, Csengtu       | csoportmérkőzés (A. csoport) | Japán női labdarúgó-válogatott–Mianmar                               | 8 – 0    | 300         |
| 2010. május 24.  | Chengdu Sports Centre, Csengtu       | csoportmérkőzés (A. csoport) | Észak-koreai női labdarúgó-válogatott–Japán női labdarúgó-válogatott | 1 – 2    | 400         |
| 2010. május 30.  | Chengdu Sports Centre, Csengtu       | bronzmérkőzés                | Japán női labdarúgó-válogatott–Kínai női labdarúgó-válogatott        | 2 – 0    | 5800        |

A 2008. évi nyári olimpiai játékokon, valamint a 2012. évi nyári olimpiai játékokon a FIFA JB bírói szolgálatra alkalmazta. 2008-ban a legfiatalabb női bíróként tevékenykedhetett.
| Időpont             | Helyszín                           | Mérkőzés típusa              | Mérkőzés                                    | Eredmény | Nézők száma |
| ------------------- | ---------------------------------- | ---------------------------- | ------------------------------------------- | -------- | ----------- |
| 2008. augusztus 6.  | Olimpiai Stadion, Tiencsin         | csoportmérkőzés (E. csoport) | Kínai női labdarúgó-válogatott–Svédország   | 2 – 1    | 37 902      |
| 2008. augusztus 12. | Munkás Stadion, Peking             | csoportmérkőzés (F. csoport) | Nigéria–Brazília                            | 1 – 3    | 51 112      |
| 2008. augusztus 18. | Központi Stadion, Sanghaj          | egyik elődöntő               | Brazil női labdarúgó-válogatott–Németország | 4 – 1    | 26 976      |
| 2012. július 28.    | Millennium Stadion, Cardiff        | csoportmérkőzés (E. csoport) | Nagy-Britannia–Kamerun                      | 3 – 0    | 12 719      |
| 2012. július 31.    | St. James’ Park Stadion, Newcastle | csoportmérkőzés (F. csoport) | Kanada–Svéd női labdarúgó-válogatott        | 2 – 2    | 12 000      |

A FA JB küldte az Angol női labdarúgókupa vezetésére. 1972-től, a kupa megalakulásától más nemzet bírója nem vezette a döntő találkozót.
| Időpont        | Helyszín                   | Mérkőzés típusa | Mérkőzés            | Eredmény | Nézők száma |
| -------------- | -------------------------- | --------------- | ------------------- | -------- | ----------- |
| 2010. május 3. | Városi Stadion, Nottingham | döntő           | Arsenal WFC–Everton | 2 – 3    | 17 505      |

2009-ben az Ázsiai Labdarúgó-szövetség (AFC) JB az Év női Játékvezetője címmel díjazta.